# 서상린
서상린(徐相潾, 1925년 8월 16일 ~ 2009년 5월 23일)은 대한민국의 군인 출신 정치인이다. 제6·7·8·9·10대 국회의원을 역임하였다. 

## 생애
경기도 안성시 양성면 출신으로 국학대학 정외과와 육군사관학교를 졸업했다. 육군 제12사단 공병대대장을 거쳐 육군 준장으로 예편했다. 
민주공화당 창당위원과 당기위원장, 원내부총무, 중앙당무위원을 지냈으며 민주공화당 경기제8지구당위원장을 역임했다.
1963년 11월, 대한민국 제6대 국회의원 선거에서 용인군·안성군에 출마해 국회의원에 당선되었다. 이후 5선 국회의원을 지냈다. 국회에서 제6·8대건설위원장과 교체위원장, 법사위원장 등을 역임했다. 
2009년 5월 23일에 사망했다.

## 역대 선거 결과
|  | 35.06% |

|  | 69.65% |

|  | 52.32% |

|  | 31.96% |

|  | 26.22% |